# Juan Ortega Beltrán
Juan José (de) Ortega (y) Beltrán (fl. 1759-1796) fue un compositor y maestro de capilla español.

## Vida
Es muy poco lo que se conoce de este compositor. Las primeras noticias que se tienen de él son de 1759, cuando está documentado por primera vez como mozo del coro de la Catedral de Córdoba. Es de suponer que se educó musicalmente allí con el maestro Juan Manuel Gaitán y Arteaga hasta 1767, cuando obtuvo permiso para irse a Madrid para mejorar sus conocimientos de música y estudiar composición. Permaneció en Madrid de 1767 a 1772, tiempo durante el que siguió cobrando de Córdoba. A su regreso fue nombrado maestro de canto de órgano del Colegio de los Infantes del Coro de la Catedral, cargo que mantuvo hasta 1774, fecha en la partió para Baeza.
Se desconoce cómo consiguió el cargo de maestro de capilla de la Catedral de Baeza. De hecho, hasta el estudio de Beatriz Fernández Reyes en 2018 se desconocía el año en que tomó posesión del cargo. Por ejemplo, Jiménez Cavallé (1991) hablaba de que el magisterio había ocurrido a mediados del siglo y Martín Moreno (1985) hablaba de que el maestro Ortega había cerrado el siglo XVIII en la Catedral de Baeza. Todavía se desconoce tanto la fecha del abandono del magisterio baezano o el fallecimiento del maestro Ortega.
Poco se conoce de sus actividades en Baeza. Se sabe que se presentó a las oposiciones en varias catedrales. En 1776 se presentó a las oposiciones al magisterio de la Catedral de Granada, que había quedado vacante desde el fallecimiento de Manuel Osete en 1774. A estas oposiciones se presentaron nueve candidatos, que eran, además de Ortega, Juan Vidal, Manuel Guifrida, Manuel Álvarez, Francisco Corselli, Vicente de Torres, Juan Bueno y Tomás de Peñalosa. Los ejercicios fueron enviadas a las catedrales de Toledo, Zaragoza y Córdoba, para ser evaluadas por los maestros locales. En este caso Ortega no obtuvo ningún voto y el cargo fue para Tomás de Peñalosa. En 1780 se presentó a las oposiciones al magisterio de la Catedral de Ávila, que aprobó, pero en la que no consiguió el puesto ya que el magisterio fue para Francisco Vicente Navarro.
Tras el fallecimiento de Tomás de Peñalosa en Granada, el maestro Ortega se volvió a presentar a las oposiciones convocadas para cubrir la vacante en 1796. En este caso se presentaron nada menos que diecinueve candidatos, que fueron, además de Ortega:
1. Manuel Quijano, músico de la Catedral de León.
2. Nicolás Zabala, maestro de capilla del Salvador de Sevilla.
3. Francisco Javier Cabo, organista de la Catedral de Orihuela.
4. José Vico Catalán, músico de la Catedral de Orihuela.
5. José Aleyxandre, músico de la Catedral de Orihuela.
6. Dionisio Rodríguez Lloberas, maestro de capilla del Salvador de Granada.
7. Francisco Balius, maestro de capilla de la Catedral de Solsona.
8. Carlos Baguer, organista de la Catedral de Barcelona.
9. José Quiroga, racionero maestro de capilla de la Catedral de Orense.
10. Francisco Bemal, músico de la Catedral de Coria.
11. Antonio Elías, músico en Barcelona.
12. José Samaranch Ramoneda, maestro de capilla de la Colegiata de Lorca.
13. Melchor Juncá, racionero maestro de capilla de la Catedral de Tarragona.
14. José Cortasa Rivas, racionero maestro de capilla de la Colegiata de Talavera de la Reina.
15. José Cos García, primer tenor de la Catedral de Santiago de Compostela.
16. Vicente Fernández, maestro de capilla de la Colegiata de Alfaro.
17. Miguel Jurado, maestro de capilla de la parroquia de Nuestra Señora del Rosario de Cádiz.
18. Vicente Palacios, maestro de capilla de la Catedral de Albarracín.
19. Juan Ortega Beltrán, maestro de capilla de la Catedral de Baeza.

Los ejercicios fueron evaluados por el maestro Españoleto de La Seo de Zaragoza. En la votación para elegir al maestro Ortega no obtuvo más que un voto, votación que finalmente ganaría Vicente Palacios.

## Obra
Únicamente se conserva una composición de Ortega. En la Catedral de Ávila se conserva la composición que realizó para las oposiciones, un motete Vocavit nos Deus a cinco voces. Una anotación en la obra indica que «Tiene algunos fallos armónicos, pero es bastante bueno», que sin embargo fue interpretada con frecuencia en la Catedral.